# 埃姆德鲁普站
埃姆德鲁普站（丹麦语：Emdrup Station）是哈勒森林铁路上一座小型火车站，位于丹麦哥本哈根，现仅由丹麦国家铁路下属的哥本哈根市郊铁路使用。靠近奥胡斯大学在哥本哈根的一个分校区和埃姆德鲁普湖。
| 上一站                         | 哥本哈根市郊铁路     | 下一站                  |
| ------------------------------ | -------------------- | ----------------------- |
| 吕帕肯站 开往：霍耶-措斯楚普站 |                      | 迪瑟高站 开往：法鲁姆站 |
| 吕帕肯站 开往：霍耶-措斯楚普站 | 仅工作日高峰时段开行 | 迪瑟高站 开往：布津厄站 |

## 历史
该站不是哈勒森林铁路的初始车站之一，1906年4月20日开放。该车站建筑是这一铁路上最小车站之一，与哈勒森林站的建筑类型相同。在启用初期，周边仍是农田。由于通向比斯珀比約的哥本哈根轻轨（现已停运）线路的竞争，使得开通后多年长期客流稀少。但因附近的一个木材场货运需求，使得它仍为一座较为重要的货运火车站。 该站曾于1948年3月31日关闭。后于1977年9月25日重新启用为哥本哈根市郊铁路车站，并沿用至今。